# Unió Feminista Egípcia

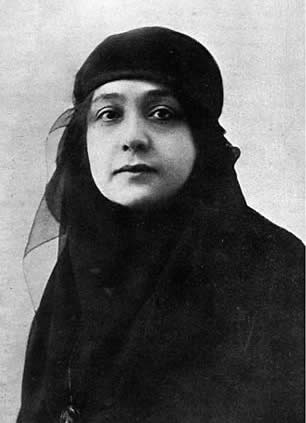
Huda Sha'arawi (1879-1947) primera presidenta de la Unió Feminista Egípcia.

La Unió Feminista Egípcia (àrab: الاتحاد النسائي المصري, al-Ittiḥād an-Nisāʾī al-Miṣrī) fou el primer moviment feminista d'abast estatal a Egipte.

## Història
La Unió Feminista Egípcia fou fundada en una reunió del 6 de març de 1923 a casa de l'activista Huda Sha'arawi, que en fou la primera presidenta i ocupà aquest càrrec fins a la seua mort, el 12 de desembre de 1947. La unió publicava la revista quinzenal L'Egyptienne (L'egípcia) a partir de 1925 i des de 1937 se li afegí el diari El-Masreyyah (Les [dones] egípcies). L'agrupació sol·licitava reformes educatives, que es dugueren a terme el 1925, quan el govern feu el nivell primari obligatori per a xiquetes i xiquets; després, en la mateixa dècada, les dones pogueren assistir a la universitat per primera volta. La campanya, però, que feren per reformar les lleis familiars no tingué èxit. Al febrer de 1951, Doria Shafik aplegà secretament 1.500 dones dels dos principals grups feministes, la UFE i Bint Al-Nil. Organitzaren una marxa que interrompé el parlament durant quatre hores; després d'això, presentaren una sèrie de demandes relacionades amb els drets socioeconòmics de les dones. Mufidah Abdul Rahman defensà a Shafik en la cort en aquesta ocasió. Quan el cas es dugué a judici, moltes afiliades de Bint al-Nil assistiren a la cort i el jutge posposà l'audiència indefinidament. De tota manera, malgrat les promeses del president del Senat, els drets de les dones no milloraren.
D'altra banda, la Unió s'afilià a l'Aliança Internacional de Dones. També recolzaren la independència total del seu país del Regne Unit, però igual que els capdavanters homes de classe alta del partit Wafd, promovien valors socials europeus i tenien una orientació essencialment laica. Es reformà com una organització no governamental, sense finalitats de lucre, amb el mateix nom, però amb un equip i unes metes diferents el 2011.